# James Obiorah
James Obiorah (Jos, 24 agosto 1978) è un ex calciatore nigeriano, di ruolo attaccante.